# Puente de Mercadillo
El puente de Mercadillo es una infraestructura civil sobre el río Esla, ubicada en las cercanías de Sorriba del Esla, en el municipio de Cistierna (provincia de León, España).

## Historia
Situado en una ruta secundaria del Camino de Santiago, facilitaba el paso del río Esla en esa zona. Posiblemente ya existía desde la época de los romanos, formando parte de la calzada del Esla o Vía Saliámica. La calzada romana del Esla en esta zona iba por la margen derecha del río – Carbajal de Rueda, Santibáñez de Rueda, Pesquera, Modino, Vegamediana y Alejico, cruzando el río en Verdiago-. Se sabe de la existencia de una mansión viaria –especie de posada en la calzada–, llamada Rhama, cuya ubicación exacta no se conoce, pero que se suele ubicar por la zona de Sorriba.
El famoso puente del Mercadillo ya existía en la Edad Media, siendo mencionado en documentos del Monasterio de Gradefes, cuando con ocasión de un entierro importante, dice que tienen que asistir “todos los clérigos desde ela Puente de Mansiella hasta ela de Mercadiello de ambas dos rriberas”; y en el año 1234 la condesa doña Sancha en su testamento hace mandas a los puentes de Gradefes y Mercadiello. En 1674 quedó muy dañado por una crecida, precisando reparaciones, lo mismo que en 1746 en que fue reparado a cargo del concejo de Modino. A principios del siglo XIX estaba intransitable por lo que debió ser reparado de nuevo, quedando con la fábrica actual. Por último, en el verano de 1992 sufrió una nueva restauración de sus columnas, deterioradas por las crecidas y el paso de los años. En los últimos años del siglo XX se construyó el azud del canal Alto de los Payuelos, inmediatamente aguas abajo del puente, restando algo de belleza al entorno.

## Características
El puente está construido en piedra calar. Presenta cuatro ojos de unos 7 metros de luz, rematados por arcos escarzanos que no llegan a la altura de la imposta y tres pilastras semicirculares aguas arriba y abajo rematadas cada una por un copete cónico.

## Un pueblo, un hospital, un mercado... y un puente
Mercadillo fue un pueblo pequeño en población pero importante como lugar obligado de paso entre la ribera y la montaña del Esla, que ya aparece mencionado en el Becerro de Presentaciones de la catedral de León del año 1468, copiado de otro de mediados del siglo XIII: “En Mercadiello. Sancta Maria. De los Cofrates de la Ponte...”. También se menciona a Mercadillo indirectamente en el libro de la Montería de Alfonso XI, escrito en la primera mitad del siglo XIV.”El monte del Moro es buen monte de oso, et de puerco en ivierno, et en verano, et son las vocerías, la una desde la casa de Vega de Perreros fasta asomante á Val Mayor, et la otra por Rioseco, et la otra en la Carrera Vieja que vá de Mercadiello á Laguna. Et son las armadas en la laguna de Villa Paderna”. El pueblo estuvo habitado hasta los años sesenta del siglo pasado.
En Mercadillo estaba el hospital de San Bernabé, el único de cierta importancia que existía en la región. En el siglo XVIII el hospital poseía numerosas fincas en la zona, especialmente en Sorriba y Vidanes y “una tabla de pesca en el río Esla”, en exclusiva, para ayudar a su sustento. A mitad del siglo XIX ya estaba en ruinas.
Había en el pueblo una capilla dedicada a la Virgen, a San Bernabé y también a Santa Catalina, en cuyo honor se celebraban fiestas y mercado el 24 de noviembre, donde se vendían artículos de primera necesidad, lino y ganado. Igualmente se celebraban mercados los sábados. De estos mercados le venía al pueblo el nombre de Mercadillo. La feria de santa Catalina y los mercados pasaron después a Sorriba y desde 1904 a Cistierna, trasladándose el mercado semanal a los jueves.
Ya no existe ni el pueblo de Mercadillo, ni el hospital, ni el mercado. Sin embargo, el puente, que parece que fue anterior a todo lo otro, sigue dando servicio como paso sobre el Esla al camino vecinal entre Sorriba y Modino, a la vez que mantiene su antiguo servicio de paso en la Ruta Vadiniense del Camino de Santiago.